# João Verle
João Acir Verle (Caçador, 29 de novembro de 1939 – Porto Alegre, 7 de novembro de 2015) foi um economista e político brasileiro, filiado ao Partido dos Trabalhadores.
Verle foi eleito vereador de Porto Alegre em 1996, pelo PT, com 5.989 votos.
Em 1999 Verle foi escolhido para ser o presidente do Banrisul durante o governo de Olívio Dutra no Rio Grande do Sul, por sua competência técnica.
Em 2000, foi escolhido como candidato a vice-prefeito de Porto Alegre na chapa de Tarso Genro, pelo PT. Vencedores, tomaram posse em 1 de janeiro de 2001, no quarto mandato consecutivo do partido no comando da capital gaúcha. Em abril de 2002, entretanto, Tarso Genro renunciou ao cargo para concorrer a governador do estado, e Verle assumiu o cargo de prefeito. Seria o último prefeito do ciclo petista, entregando o cargo para José Fogaça, do PPS, em 1 de janeiro de 2005. Pouco carismático, Verle foi apontado como um dos motivos da derrota do PT nas eleições de 2004.  Morreu em 7 de novembro de 2015.